# 先生のつうしんぼ
『先生のつうしんぼ』（せんせいのつうしんぼ）は、宮川ひろによる児童文学作品。日本の偕成社より1976年に刊行され、同年の青少年読書感想文コンクール（全国学校図書館協議会主催）の課題図書となった。1977年には日活により、日活児童映画の1本として映画化された。

## 物語
東京都八王子市にある小学校３年生のクラスで、少し風変わりな担任教員に対して一人の男子児童が「通信簿」を密かに付け始める。その児童が学校に持参したカイコをクラスで飼育し始めたことがきっかけとなり、学級ではカイコと生糸生産の歴史を調べる課外活動が始まる。

## 映画版
16mmフィルムで撮影された。カラー作品、上映時間90分。日活児童映画の5作目として制作された。

### スタッフ
- 原作 - 宮川ひろ（偕成社文庫）
- 監督 - 武田一成
- プロデューサー - 結城良熙、西口武郎
- 脚本 - 加藤盟、吉原幸夫

### 出演
- 古谷昭一（25歳） - 渡辺篤史
- 白井節子（24歳） - 大橋伸予
- 松本吾郎（4年1組） - 木村政彦
- 田中伸一（4年1組） - 中田光利
- 藤井文子（4年1組） - 瀬島みつき
- 後藤由美（4年1組） - 清水葉子
- 山上玲子（4年1組・転校生） - 菊地優子
- 岡本真希（4年1組） - 根本一美
- 校長先生 - 今福正雄
- 警備員の岡部 - 小鹿番
- おさく婆さん - 葦原邦子
- 正明（吾郎の父） - 玉川良一
- 時江（吾郎の母） - 関悦子
- 恵介（玲子の父） - 久保幸一
- 早苗（玲子の母） - 宮下順子
- 泰蔵（文子の祖父） - 宇野重吉
- 由美の母親（美容師） - 一谷伸江
- 文子の母親 - 町田祥子
- 伸一の父親 - 木島一郎
- 給食のおばさん - 高山千草
- 見合いの相手 - 日夏レイ

### 推薦等
選定
文部省
推薦
青少年映画審議会・中央児童福祉審議会・日本PTA全国協議会・優秀映画鑑賞会・日本映画ペンクラブ・日本母親大会連絡会・親子映画東京連絡会
特選
東京都教職員組合

### 受賞
- 文化庁優秀映画奨励賞